# Meilen
Meilen é uma comuna da Suíça, no Cantão Zurique, com cerca de 11.581 habitantes. Estende-se por uma área de 11,93 km², de densidade populacional de 971 hab/km². Confina com as seguintes comunas: Egg, Herrliberg, Horgen, Oberrieden, Uetikon am See, Wädenswil.
A língua oficial nesta comuna é o Alemão.